# Alcuin
Alcuin (né dans le Yorkshire vers 735, et mort à Tours le 19 mai 804) est un poète, savant et théologien anglais qui écrivait en langue latine médiévale. L'un des principaux amis et conseillers de Charlemagne, il dirige la plus grande école de l'Empire carolingien, l'école palatine à Aix-la-Chapelle. Principal artisan de la Renaissance carolingienne, Alcuin est selon Éginhard, « l'homme le plus savant de son temps ».

## Biographie

### Jeunesse et formation
Alcuin naquit vers 735 dans le Yorkshire, de parents nobles et riches. D'après Jacques Le Goff, il naît vers 739.
Alcuin fut éduqué dans l'école cathédrale d'York, une des plus renommées de l'époque, sous la direction de l'archevêque Ecgberht puis de son successeur Æthelberht, un disciple de Bède le Vénérable. Il devint maître de l'école en 778.

### Un homme de culture
En 781, Alcuin effectua un voyage à Rome. De passage à Parme, Alcuin rencontra Charlemagne et accepta son invitation à Aix-la-Chapelle, où le roi rassemblait les plus grands savants de son temps. À la tête de l'école palatine, Alcuin devint le professeur et conseiller de Charlemagne, et de ses fils. Charlemagne donna à Alcuin la charge des abbayes de Ferrières-en-Gâtinais, de Saint-Loup de Troyes, et de Saint-Josse en Ponthieu. Sous l’égide d’Alcuin, de grands centres culturels s’organisèrent autour des monastères et des cathédrales. Il introduisit les méthodes d'enseignement anglo-saxonnes dans les écoles franques, systématisa le quadrivium, et encouragea l'étude des arts libéraux. Simple diacre, Alcuin fut chargé de l'éducation de jeunes nobles destinés aux plus hautes fonctions de l'Église et de l'État.
Il a aidé l’archevêque Egbert à reconstruire la cathédrale de York après l’incendie de 741.

### Un proche de Charlemagne
En 790, Alcuin fut envoyé en Angleterre afin de faire la paix avec Offa de Mercie. Il retourna en France trois ans plus tard et participa au concile de Francfort en 794, puis au concile d'Aix-la-Chapelle en 799, où il combattit l'adoptianisme, une hérésie selon laquelle Jésus ne serait que le fils adoptif de Dieu.
Parfaitement intégré à la vie de cour, Alcuin figura naturellement au premier plan dans les réunions du milieu palatin, où les beaux esprits de la cour disputaient en compagnie du roi. Dans ce cercle de clercs cultivés, on s'attribuait des noms illustres. Charlemagne fut surnommé « David », Alcuin « Flaccus », Théodulfe « Pindare », Angilbert « Homère », et Éginhard « Béséléel ». Alcuin montait à cheval pour suivre les déplacements de Charles, se baignait avec lui et participait à la vie de cour. Il fit preuve cependant d'une grande piété et loua la supériorité de la vie monastique. Ses habitudes alimentaires, et en particulier son habitude de manger du porridge avec du beurre et du miel, le font parfois passer pour un rustre .
Dans ses correspondances avec le roi franc, il vante la bibliothèque de York et ses livres « admirables » dont il est le gardien.

### La querelle de l'adoptianisme
Cette querelle se réfère à une controverse qui a eu lieu pendant près de quinze ans, à partir de la fin du VIIIe siècle en Espagne et en France. En 794, l'évêque de Tolède, Élipand adressa une lettre aux évêques de France et à Félix d'Urgell où il affirmait que le Christ était le Fils de Dieu à la fois en tant que Dieu et en tant qu'homme. En tant qu'homme, il était le Fils de Dieu par "adoption", seule filiation paternelle reconnue en droit romain. Si le père ne reconnaissait pas son fils au moment de la naissance par les rites de l'adoption, celui-ci n'héritait que de la condition de sa mère. Si Dieu n'avait donc pas "reconnu", "adopté" Jésus à sa naissance, en sa nature humaine le Christ n'aurait pas été Fils de Dieu - il ne l'aurait été qu'en sa nature divine - et Marie ne pourrait pas être appelée "Mère de Dieu". C'est ce que l'on appelle l'adoptianisme.
Charlemagne eut tôt fait de rallier « le sage Alcuin », peu versé en droit romain, pour s'opposer à cette doctrine et se poser comme le garant de l'unité de la chrétienté dans l'empire d'Occident. Devant l'affaiblissement des chrétiens d'Espagne qui étaient en partie sous domination musulmane, il espérait sans doute appuyer l'Église, en prenant le parti du pape, sans doute aussi pour établir une partie de son autorité politique dans la zone occupée. Il veilla, par son épée, au service de l'empire chrétien, et Alcuin seconda le pape par l'épée de la doctrine (doctrine des deux épées, selon laquelle le pape défendait la foi, et Charlemagne, l'empire chrétien d'Occident).

### Abbé de Saint-Martin de Tours

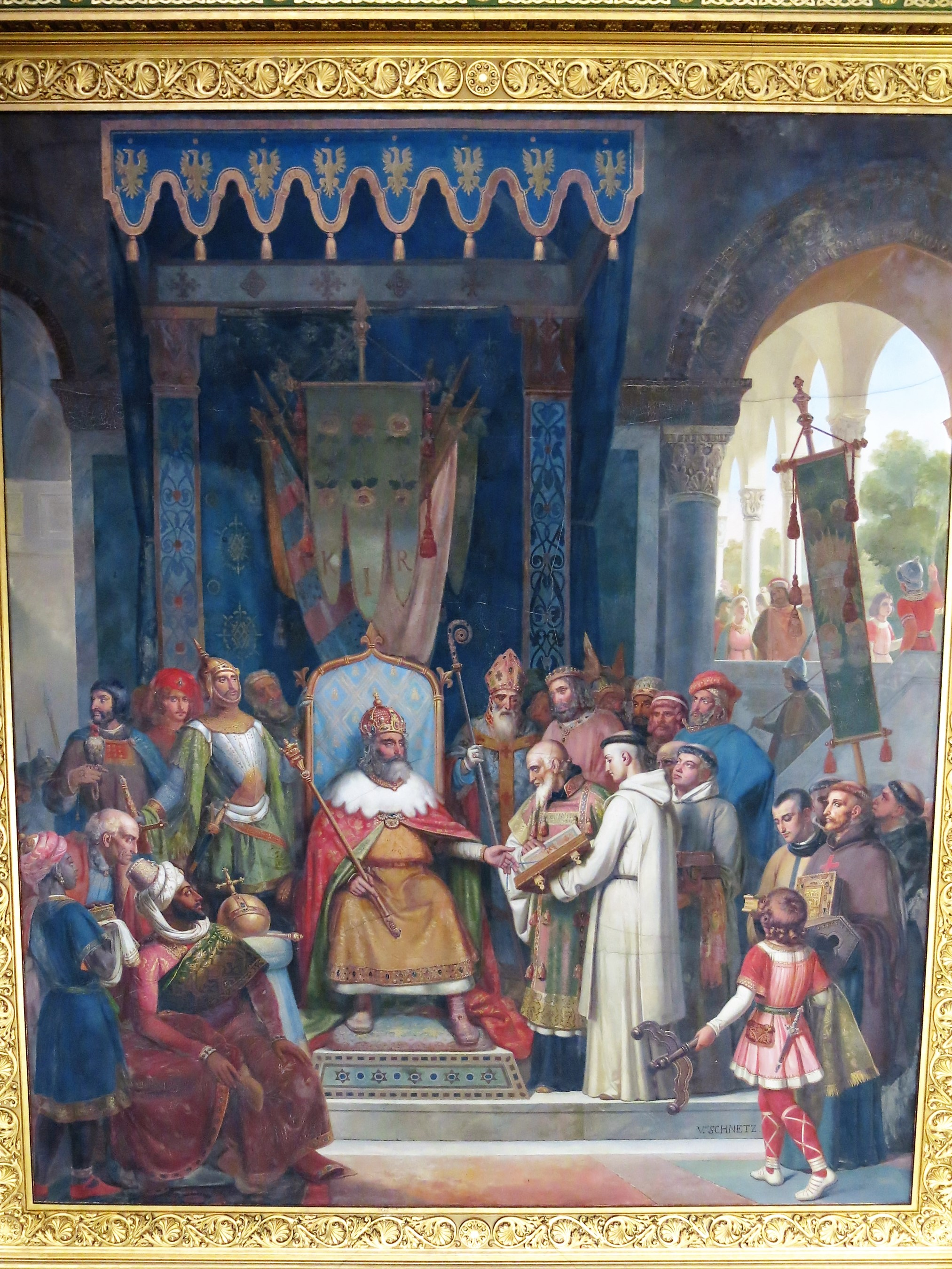
Charlemagne recevant Alcuin qui lui présenta les manuscrits écrits par ses moines. Peinture au plafond d'une salle de la galerie Campana du musée du Louvre.

Alcuin fut nommé par Charlemagne abbé de Saint-Martin de Tours en 796 où il rétablit l'observance régulière. L'abbaye Saint-Martin de Tours devient l'un des foyers de la renaissance carolingienne, où vient étudier notamment le jeune Raban Maur. Alcuin encouragea la copie de nombreux textes au sein du scriptorium, l'atelier de copie de l'abbaye, d'après des modèles importés d'Angleterre, et augmenta considérablement le fonds de la bibliothèque de Tours. Alcuin insista particulièrement sur le soin de la calligraphie et de la ponctuation.
Sous son égide, la minuscule caroline se diffusa en quelques années et se perfectionna dans les magnifiques bibles produites par le scriptorium. Il participa à la réforme de la liturgie catholique et à la révision de la Bible et du Sacramentaire grégorien en écrivant une longue préface Hucusque pour la précision, et établit en 800 une version de la Bible Vulgate qui s’imposa comme modèle. Alcuin réorganisa également la structure scolaire, et rédigea des manuels dans chaque discipline.

« Ici venez prendre place, vous dont la fonction est de transcrire la loi divine et les monuments sacrés de la sagesse des Pères. Prenez garde de mêler à ces graves discours quelque propos frivole ; veillez à ce que votre main étourdie ne commette pas quelque erreur. Cherchez studieusement des textes purs, afin que votre plume, dans son vol rapide, aille par le droit chemin. C'est un grand honneur que de copier les livres saints, et ce travail trouve sa récompense. »

— Alcuin.
En étroites relations épistolaires avec Charlemagne et avec les principaux personnages de son temps, il continua jusqu'à sa mort d'exercer un véritable magistère intellectuel dans l'empire. « À l'abbaye Saint-Martin de Tours, il fonda une académie de philosophie et de théologie si innovatrice qu'elle fut surnommée « mère de l'Université » […] L'abbaye de Tours était le centre d'une production de manuscrits à la qualité remarquable ».
Il est aussi connu pour la suite de nombres  A005044 de l'OEIS, dite Suite d'Alcuin.
Alcuin mourut le 19 mai 804 à l'abbaye Saint-Martin de Tours.

### Épitaphe
Alcuin ordonne de faire placer au dessus de sa tombe une inscription qu'il a lui-même rédigé de son vivant. Cherchant à identifier la période de rédaction de ce texte, les historiens proposent une datation antérieur à 804, la faisant remonter soit à la fin du VIIIe siècle, soit aux premières années du IXe siècle.

#### Texte original, en latin
Hic rogo pauxillum veniens subsiste viator
et mea scrutare pectore dicta tuo,
ut tua deque meis agnoscas fata figuris
vertitur o species, ut mea, sic que tua.
Quod nunc es fueram, famosus in orbe, viator,
et quod nunc ego sum, tu que futurus eris.
Delicias mundi casso sectabar amore,
nunc cinis et pulvis, vermibus atque cibus.
Quapropter potius animam curare memento,
quam carnem, quoniam haec manet, illa perit.
Cur tibi rura paras quam parvo cernis in antro ?
Me tenet hic requies : sic tua parva fiet.
Cur Tyrio corpus inhias vestirier ostro,
quod mox esuriens pulvere vermis edet ?
Ut flores pereunt vento veniente minaci,
sic tua nam que, caro, gloria tota perit
Tu mihi redde vicem, lector, rogo carminis hujus
et dic : da veniam, Christe, tuo famulo
Obsecro, nulla manus violet pia jura sepulcri ;
personet angelica donec ab arce tuba
Qui jaces in tumulo terrae de pulvere surge,
magnus adest judex milibus innumeris
Alchuine nomen erat sophiam mihi semper amanti,
pro quo funde preces mente legens titulum
Hic requiescit beatae memoriae domnus Alchuinus abba, qui obiit in pace XIV kal. junias. quando legeritis, o vos omnes, orate pro eo et dicite : requiem aeternam donet ei, Dominus. amen.

#### Traduction en français
Ô voyageur qui passe, arrête-toi un peu, je t’en prie,
Pour scruter en ton cœur ce que je dis.
Et pour reconnaître ton destin en mes traits.
Comme la mienne, ton apparence sera changée ;
Ce que maintenant tu es, voyageur, célèbre en ce monde, je l’ai été
Et ce que maintenant je suis, dans le futur tu le seras.
Je poursuivais les délices de ce monde d’un amour chimérique,
Moi qui suis maintenant cendre, poussière, nourriture pour les vers.
C’est pourquoi rappelle-toi de prendre soin bien plus de l’âme
Que de la chair car celle-là reste et celle-ci périt.
Pourquoi te préparer des propriétés ? À cette petite fosse que tu vois
Où le repos me tient, la tienne sera pareille, toute petite.
Pourquoi cherches-tu à vêtir de la pourpre de Tyr ce corps
Que bientôt poussière, le ver affamé mangera ?
Comme les fleurs périssent quand vient le vent menaçant,
De même ta chair, toute ta gloire, périt.
Ô toi, lecteur, fais-moi, je t’en prie, retour de ce poème,
Et dis « Pardonne, ô Christ, à ton serviteur ».
Je supplie qu’aucune main ne viole les droits sacrés du tombeau
Jusqu’à ce que retentisse l’angélique voix de la cité d’en haut,
« Toi qui gis dans ce tombeau en terre, relève-toi de la poussière,
Le grand Juge est là pour d’innombrables milliers ».
Moi qui toujours ai aimé la sagesse, Alcuin était mon nom.
Pour lui, en lisant cette inscription, répands en esprit tes prières.
Ici repose le seigneur Alcuin, abbé de bienheureuse mémoire, qui mourut en paix le 14 des calendes de juin. Lorsque vous lirez, ô vous tous, priez pour lui et dites : « Seigneur, donne-lui le repos éternel. Amen. »

## Œuvre littéraire
Alcuin laisse de nombreuses œuvres dédiées à l'éducation, à la théologie et à la philosophie. Il laisse également de nombreuses lettres, des vies de saints, et des poèmes.
- Versus de patribus, regibus et sanctis Euboricensis ecclesiae (vers 780-782)
- De orthographica
- De grammatica

À voir dans :
- Patrologia Latina, t. 100-101.
- Monumenta Germaniæ Historica, Poeta latini ævi carolini, t. 1 à 6.
- Monumenta Germaniæ Historica, Epistolæ, t. 4.
- Alcuino, Commento al Cantico dei cantici - con i commenti anonimi Vox ecclesie e Vox antique ecclesie, ed. Rossana Guglielmetti, Firenze, SISMEL 2004
- Alcuin, Lettres, Tome I, Christiane Veyrard-Cosme (éd.), Paris, Sources chrétiennes 597, Cerf, 2018.

### Télévision
- Charlemagne, le prince à cheval, téléfilm franco-italo-germano-luxembourgeois en trois parties, réalisé par Clive Donner, et diffusé la première fois sur France 2 en 1993, avec Frank Finlay dans le rôle d'Alcuin.